# Félix Grande
Félix Grande Lara (Mérida, Badajoz, 4 de febrero de 1937-Madrid, 30 de enero de 2014) fue un poeta, flamencólogo y crítico español, que se dio a conocer a partir de la década de los sesenta.

## Biografía
Hijo de republicanos —su madre trabajó en un hospital durante la guerra civil mientras su padre combatía en el frente—, nació en Mérida, Badajoz, pero vivió su infancia y juventud —desde los dos hasta los 20 años— en Tomelloso (Ciudad Real), donde su abuelo era cabrero. Era guitarrista flamenco cuando, según contó él mismo, decidió cambiar ese instrumento por la literatura, que en su pluma posee mucha relación con la música. En Tomelloso fue jornalero y descubrió el amor. 
En 1957 se muda a Madrid, donde "sigue empleado en menesteres alejados del ejercicio profesional de la literatura hasta que en 1961 comenzó a trabajar como redactor en Cuadernos Hispanoamericanos, revista de la que llegará a ser director (1983-1996; a la caída del Gobierno socialista fue destituido y pleiteó para ser restituido a su cargo, lo que consiguió). Dirigió asimismo la revista de arte Galería (1989) y la colección El Puente Literario de la editorial Edhasa (1969-1971).
Comenzó su carrera literaria con la poesía y obtuvo su primer premio, el Adonáis en 1963, por Las piedras,  "libro de talante existencial en el que explora el tema de la soledad". Dos años después, en 1965, ganaría su primer galardón de narrativa, el Premio Eugenio d'Ors por su novela corta Las calles. 
Destaca también su obra Persecución, cantada por Juan Peña “El Lebrijano” en su álbum homónimo. Su obra evolucionó desde la inspiración machadiana y el compromiso social del poemario Las piedras hasta una reflexión sobre el lenguaje y el erotismo.[cita requerida]
En 1968 fue incluido en la Antología de la nueva poesía española. Se le concedió el premio Nacional de Poesía en 1978 por Las rubáiyatas de Horacio Martín, en que prolonga la tradición del heterónimo, a partir del Abel Martín de Machado y el Ricardo Reis horaciano de Fernando Pessoa.  
Como narrador, destacan sus obras Por ejemplo, doscientos (1968), Parábolas (1975), Lugar siniestro este mundo, caballeros (1980), Fábula (1991), Decepción (1994), El marido de Alicia (1995), Sobre el amor y la separación (1996) y La balada del abuelo palancas (2003). 
Aficionado a la música, letrista y guitarrista él mismo, como flamencólogo escribió García Lorca y el flamenco (1992), Agenda flamenca (1987), Memoria del flamenco (1995), que obtuvo el premio nacional de Flamencología, y Paco de Lucía y Camarón de la Isla (2000). Es miembro de número de la Cátedra de Flamencología y estudios folclóricos.
Félix Grande señalaba que los poetas que le marcaron fueron Antonio Machado, Luis Rosales —de quien fue discípulo y amigo y del que había prologado y seleccionado los poemas de la antología Porque la muerte no interrumpe nada—, y César Vallejo, entre otros.
Después de Las rubáiyatas de Horacio Martín no había vuelto a escribir poesía, pero ese silencio de más de 30 años terminó en 2010, cuando incorporó su nuevo poema La cabellera de la Shoá en la antología Biografía y a fines del año siguiente salió Libro de familia.
Estaba casado con la poeta Francisca Aguirre (como él Premio Nacional de Poesía) con la que tuvo una hija, la también poeta, Guadalupe Grande.
Falleció el 30 de enero de 2014 en Madrid de un cáncer de páncreas. Sus restos mortales reposan en el cementerio de Tomelloso.

## Premios y distinciones
- Premio Alcaraván 1962
- Premio Adonáis de Poesía 1963 por Las piedras
- Premio Guipúzcoa 1965 por Música amenazada
- Premio Eugenio d'Ors 1965 por la novela corta Las calles
- Premio Gabriel Miró 1966
- Premio Casa de las Américas 1967 por Blanco Spirituals
- Premio Nacional de Poesía 1978 por Las rubáiyatas de Horacio Martín
- Premio Hidalgo
- Premio Nacional de Flamencología 1980
- Premio Barcarola 1989
- Premio Felipe Trigo de Narración Corta 1994 por El marido de Alicia
- Premio Manuel Alcántara 1996
- Mejor Escritor de Temas Flamencos, revista El Olivo, 1998
- Premio Extremadura a la Creación 2004
- Premio Nacional de las Letras Españolas 2004
- Premio Quijote a la Creación Literaria 2007
- Premio Comunicación 2008 de la Cadena SER de Ciudad Real
- Hijo Adoptivo de Santiago de Chuco, por sus trabajos de estudio y difusión de la poesía de César Vallejo (1988)
- Miembro correspondiente de la Academia Norteamericana de la Lengua Española (1997)
- Hijo Adoptivo de la Ciudad de San Roque (Cádiz; 2001)
- Medalla de oro de Castilla-La Mancha (2005)
- Miembro correspondiente de la Real Academia Hispano Americana (Cádiz; 2005)
- Miembro de número de la Real Academia de Extremadura de las Artes y las Letras (2009)
- Hijo Predilecto de Mérida (2010)

## Obra

### Poesía
- Las piedras, Rialp, Madrid, 1964 (Premio Adonais 1963)
- Música amenazada, El Bardo, Barcelona, 1966 (Premio Guipúzcoa 1965)
- Blanco spirituals, La Habana, Casa de las Américas, 1967 (Premio Casa de las Américas 1967)
- Puedo escribir los versos más tristes esta noche, Seix Barral, Barcelona, 1971
- Biografía (1964-1971), Seix Barral, Barcelona, 1971 (2ª edic. ampliada, 1977)
- Taranto. Homenaje a César Vallejo, Barcelona-Lima, Carlos Milla, 1971
- Años, Editora Nacional, Madrid, 1975. Antología con prólogo de Rafael Conte
- En secreto, Sombra de Albatroz, Madrid, 1978
- Las rubáiyatas de Horacio Martín, B., Lumen, 1978 (Premio Nacional de Poesía)
- Biografía. Poesía completa (1958-1984), 1986, 2.a ed. aum., Anthropos, Barcelona, 1989); incorpora el poemario La noria
- Carta abierta, antología, Biblioteca de Autores y Temas Manchegos, Ciudad Real, 1987
- Seis poemas, carpeta y grabados de Miguel Ángel Lombardía; Multigráfica Taller, Madrid-Gijón, 1991
- Cuaderno, antología con dibujo de Eugenio Chicano, Colección Tediría, Málaga, 1993
- Con buenas formas, antología, Málaga Digital, Málaga, 1997
- Conversación, antología, UGT, Imprenta Sur, Málaga, 1997
- La canción de la tierra, antología, Orbis-Fabri, Barcelona, 1998
- Blanco spirituals / Las rubáiyatas de Horacio Martín, edición de Manuel Rico; Cátedra,  Madrid, 1998
- Una grieta por donde entra la nieve, antología, Renacimiento, Sevilla, 2006
- Biografía. (1958-2010), Galaxia Gutenberg, 2010. Antología con prólogo de Ángel Luis Prieto de Paula; incorpora un nuevo poema: La cabellera de la Shoá
- Libro de familia, Visor, Madrid, 2011

### Narrativa
- Las calles, novela corta por la que obtuvo el Premio Eugenio d'Ors 1965
- Por ejemplo, doscientos, Ciencia Nueva, Madrid, 1968
- Parábolas, Júcar, Madrid, 1975
- Lugar siniestro este mundo, caballeros Legasa, Madrid 1980; Anthropos, Barcelona, 1985
- Fábula, Plaza y Janés, Barcelona, 1991
- Decepción, El País Aguilar, Madrid, 1994
- El marido de Alicia, Ayuntamiento Villanueva de la Serena, 1995
- Sobre el amor y la separación, Valdemar, Madrid, 1996
- La balada del abuelo Palancas,  Galaxia Gutenberg / Círculo de Lectores, 2003

### Ensayo
- Occidente, ficciones, yo, Cuadernos para el Diálogo, Madrid, 1968
- Apuntes para una poesía española de posguerra, Taurus, Madrid, 1970
- Mi música es para esta gente, Seminarios y Ediciones, Madrid, 1975
- Memoria del flamenco, Espasa Calpe, Madrid, 1976 (edición actualizada: Círculo de Lectores, Galaxia Gutenberg, 1996)
- Elogio de la libertad, Espasa Calpe, Madrid, 1984
- La vida breve, Godoy, Murcia, 1985
- Agenda flamenca, Ediciones Andaluzas Reunidas, Sevilla, 1985
- Once artistas y un dios. Ensayos sobre literatura hispanoamericana, Taurus, Madrid, 1986
- La calumnia. De cómo a Luis Rosales, por defender a Federico García Lorca, lo persiguieron hasta la muerte, Mondadori, 1987
- García Lorca y el flamenco, Mondadori, Barcelona, 1992
- Paco de Lucía y Camarón de la Isla, Lunwerg, 1998; edición de lujo para coleccionistas, ilustrada por el pintor granadino David González, Zaafra